# Microserica lineatipennis
Microserica lineatipennis är en skalbaggsart som beskrevs av Moser 1921. Microserica lineatipennis ingår i släktet Microserica och familjen Melolonthidae. Inga underarter finns listade i Catalogue of Life.